# جانمارکو وانوشی
جانمارکو وانوشی (انگلیسی: Gianmarco Vannucchi؛ زادهٔ ۳۰ ژوئیهٔ ۱۹۹۵) بازیکن فوتبال است.
از باشگاه‌هایی که در آن بازی کرده‌است می‌توان به باشگاه فوتبال پرو ورچلی اشاره کرد.